# Abhay Singh
Pour les articles homonymes, voir Singh.
Abhay Singh, né le 3 septembre 1998 à Madras, est un joueur professionnel de squash représentant l'Inde. Il atteint, en juin 2025, la 35e place mondiale sur le circuit international, son meilleur classement. Il est champion d'Inde en 2022 et 2024.

## Biographie
Il intègre pour la première fois le top 50 au classement de mars 2025.

## Palmarès

### Titres
- Championnats d'Inde : 2 titres (2022[3], 2024)
- Championnats d'Asie par équipes : 2022